# 天河石

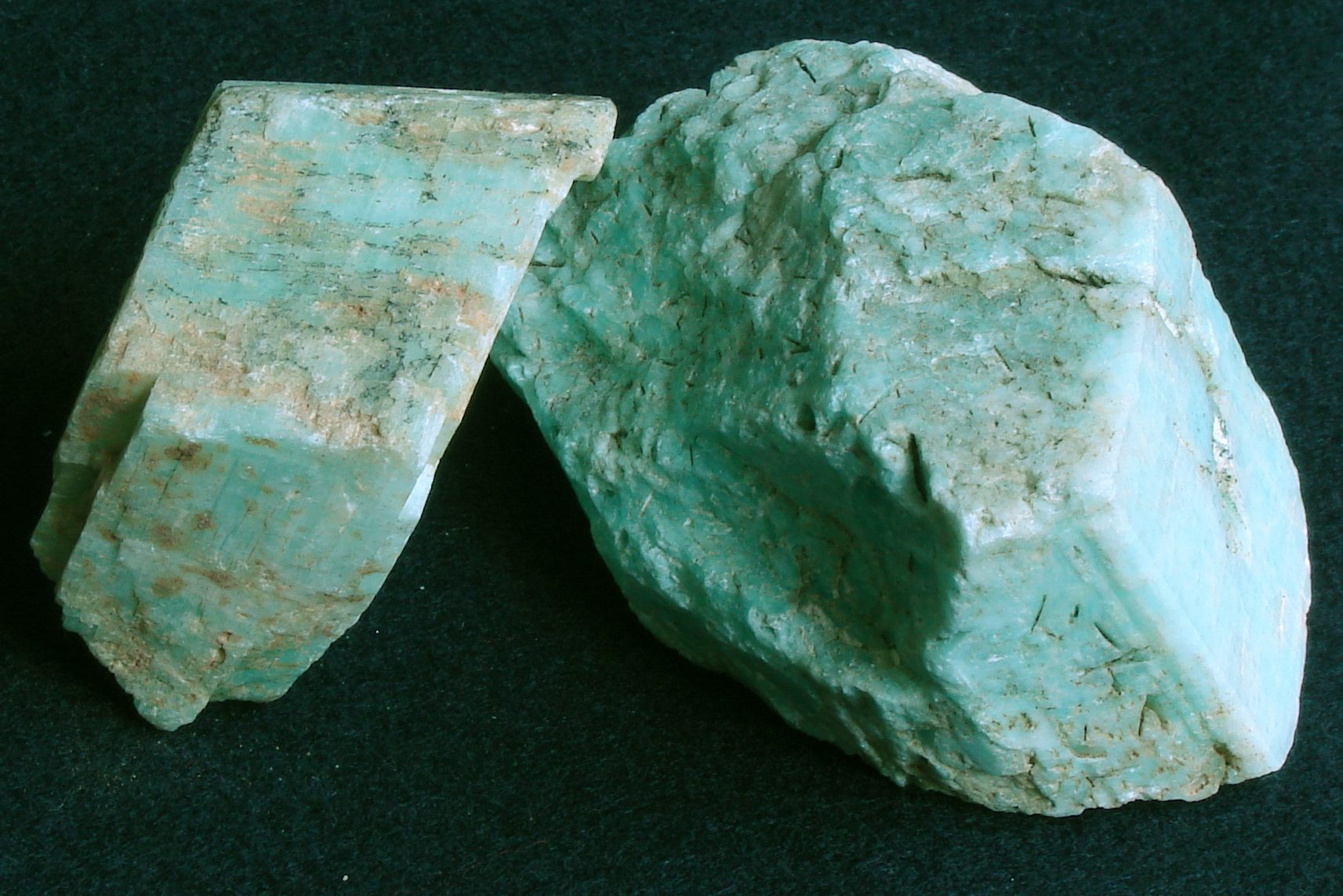
天河石

天河石（Amazonyte），又名亞馬遜石，是寶石中長石類礦物的一種，是一種微斜長石變種、偉晶岩礦物。往往集中於晶體週邊或成細脈體，具格子雙晶，解理發育。飾品中可出現綠、白色格子狀痕跡。含稀有金屬銣、銫的微斜長石變種；屬於鉀微斜長石系列，但部分鉀常被微量的銣（Rb2O有時可達1.4％）和銫（Cs2O有時可達0.2％）所替代，此外還常含有鈉及極微量的鉛、鉈、鐵等元素。天河石與其他長石礦物的最大差異是它有較鮮豔的顏色。呈綠色、藍綠色、藍色等色澤。其呈色的原因還不是很清楚，部分認為來自銣，也有認為來自鐵或鉛，近年則傾向於認為是銣、銫、鉛、鉈、鐵等元素混入晶格後，使原晶格能發生變化，產生了顏色效應的結果。
天河石屬三斜晶系，晶體呈柱狀，但更常見其他形狀的大塊晶塊。整體呈玻璃光澤，微透明或不透明。相對密度2.54～2.63。硬度6～6.5。具微斜長石型的二組解理。在長波紫外下有弱黃綠色螢光；在x射線下有弱的綠色螢光。

## 產地
巴西亞馬遜地區是天河石的重要產地，其英文名即由此而得名。俄羅斯烏拉爾伊爾門天河石采坑就整個地座落在一個巨大的天河石晶體上。此外，美國、印度、馬達加斯加、坦桑尼亞、莫三比克等地也有天河石產出，中國雲南、新疆等地也有優質天河石。

## 作為寶石的特點
天河石因具鮮豔的顏色，是重要的寶石原料。一些好的天河石可用作翡翠代用品。